# 1,3-Cikloheksadien
1,3-Cikloheksadien je visoko zapaljivi cikloalken. On je bezbojna čista tečnost. Njegov indeks refrakcije je 1.475 (20°C, D).
On se može koristiti kao donor vodonika u transfer hidrogenaciji, pošto je njegova konverzija u benzen + vodonik egzotermna (oko 20 kJ/mol u gasovitoj fazi). Uprkos ove nestabilnosti u odnosu na benzen, struktura 1,3-cikloheksadiena je nađena u nekoliko prirodnih proizvoda, kao što je α-terpinen.
U poređenju sa 1,4-cikloheksadienom, 1,3-cikloheksadien je oko 1.6 kJ/mol manje stabilan, zbog manje povoljne elektronske distribucije.